# Ibne Duraide
Abu Becre Maomé ibne Haçane ibne Duraide Alazedi (Abū Bakr Mahommed ibn ul-Ḥasan ibn Duraid ul-Azdī; 837 (1188 anos)-934), melhor conhecido só como ibne Duraide, foi um poeta e filólogo árabe, nascido em Baçorá e proveniente dos azeditas do Iêmem. Fez sua formação em Baçorá até 871, quando fugiu para o Omã quando a cidade caiu para os zanjes. Depois de viver doze anos em Omã, foi à Pérsia e, sob a proteção do governador Abedalá Micali e o seu filho Ismail, escreveram as suas principais obras. Em 920, foi para Baguedade, onde recebeu uma pensão do califa Almoctadir (r. 908–932).